# Piencourt
Piencourt és un municipi francès situat al departament de l'Eure i a la regió de Normandia. L'any 2007 tenia 155 habitants.

## Demografia

### Població
El 2007 la població de fet de Piencourt era de 155 persones. Hi havia 55 famílies de les quals 15 eren unipersonals (11 homes vivint sols i 4 dones vivint soles), 11 parelles sense fills, 25 parelles amb fills i 4 famílies monoparentals amb fills.
La població ha evolucionat segons el següent gràfic:
Habitants censats

### Habitatges
El 2007 hi havia 92 habitatges, 54 eren l'habitatge principal de la família, 31 eren segones residències i 7 estaven desocupats. 91 eren cases i 1 era un apartament. Dels 54 habitatges principals, 46 estaven ocupats pels seus propietaris, 7 estaven llogats i ocupats pels llogaters i 1 estava cedit a títol gratuït; 1 tenia dues cambres, 8 en tenien tres, 7 en tenien quatre i 37 en tenien cinc o més. 29 habitatges disposaven pel capbaix d'una plaça de pàrquing. A 24 habitatges hi havia un automòbil i a 26 n'hi havia dos o més.

### Piràmide de població
La piràmide de població per edats i sexe el 2009 era:
| Homes | Edats   | Dones |
| ----- | ------- | ----- |
| 0     | 95 o +  | 0     |
| 0     | 90 a 94 | 0     |
| 0     | 85 a 89 | 0     |
| 0     | 80 a 84 | 0     |
| 0     | 75 a 79 | 0     |
| 12    | 70 a 74 | 8     |
| 0     | 65 a 69 | 8     |
| 0     | 60 a 64 | 0     |
| 4     | 55 a 59 | 0     |
| 4     | 50 a 54 | 8     |
| 4     | 45 a 49 | 4     |
| 8     | 40 a 44 | 8     |
| 4     | 35 a 39 | 4     |
| 0     | 30 a 34 | 8     |
| 4     | 25 a 29 | 8     |
| 12    | 20 a 24 | 0     |
| 4     | 15 a 19 | 0     |
| 0     | 10 a 14 | 4     |
| 4     | 5 a 9   | 8     |
| 8     | 0 a 4   | 4     |

## Economia
El 2007 la població en edat de treballar era de 90 persones, 69 eren actives i 21 eren inactives. De les 69 persones actives 64 estaven ocupades (37 homes i 27 dones) i 5 estaven aturades (5 dones i 5 dones). De les 21 persones inactives 6 estaven jubilades, 7 estaven estudiant i 8 estaven classificades com a «altres inactius».

### Ingressos
El 2009 a Piencourt hi havia 60 unitats fiscals que integraven 175,5 persones, la mediana anual d'ingressos fiscals per persona era de 17.214 €.

### Activitats econòmiques
Dels 7 establiments que hi havia el 2007, 4 eren d'empreses de construcció, 2 d'empreses d'informació i comunicació i 1 d'una empresa financera.
Dels 2 establiments de servei als particulars que hi havia el 2009, 1 era un paleta i 1 guixaire pintor.
L'any 2000 a Piencourt hi havia 18 explotacions agrícoles que ocupaven un total de 981 hectàrees.

## Poblacions més properes
El següent diagrama mostra les poblacions més properes.